# Urho Peltonen
Urho Peltonen (Finlandia, 15 de enero de 1893-7 de enero de 1951) fue un atleta finlandés, especialista en la prueba de lanzamiento de jabalina en la que llegó a ser subcampeón olímpico en 1920.

## Carrera deportiva
En los JJ. OO. de Estocolmo 1912 ganó la medalla de bronce en el lanzamiento de jabalina con dos manos, llegando hasta los 100.24 metros, quedando en el podio tras sus compatriotas los también finlandeses Julius Saaristo y Väinö Siikaniemi (plata con 101.13 m).
Ocho años después, en los JJ. OO. de Amberes 1920 ganó la medalla de plata en el lanzamiento de jabalina, llegando hasta los 63.605 metros, quedando en el podio tras su compatriota Jonni Myyra (récord olímpico con 65.78 metros) y por delante de otro finlandés Paavo Jaale-Johansson (bronce).